# Романтичарски национализам
Романтичарски национализам (или националистички романтизам, органски национализам, идентитетски национализам) је облик национализма где држава црпи своју политичку легитимност из органске последице јединства грађана саме државе. Ово укључује, у зависности од конкретног случаја, језик, расу, културу, религију и обичаје нације која подразумева све оне рођене у тој култури. Овај облик национализма се појавио као пркошење династијској или империјалној хегемонији која је процењивала легитимност државе преко монарха или другог ауторитета у циљу да оправда њено постојање. Таква неоспорна моћ је сматрана божанском (погледати божанско краљевско право и Рајски мандат).
Међу главним мотивима романтизма и његове заоставштине јавља се култура националистичког романтизма у средишту периода након уметности просветитељства и у политичкој филозофији. Национализам је био кључна тачка романтизма, све од своје најраније фазе фокусиране на развој националних језика и фолклора, као и духовну вредност локалних обичаја и традиција, па до покрета који су довели до промена мапе Европе и позивали на самоопредељења националности.
Посматрајући историју Европе, пивотална година за националистички романтизам била је 1848, када се талас револуције проширио континентом. Бројне националистичке револуције десиле су се у различитим неуједињеним регијама ( на пример у Италији) или мултинационалним државама (као што је било Аустријско царство). Иако у почетку угушиване и неуспешне у спречавању враћања старог поредка, ове револуције представљале су први корак ка либеризацији и оснивање данашњих националних држава Европе.

## Кратка историја
Идеје Жана Жака Русоа (1712—1778) и Јохана Готфрида фон Хердера (1744—1803) много су инспирисале рани романтичарски национализам у Европи. Године 1784. Хердер је тврдио да је географија формирала природну економију народа и да ће се њихова обичаја и друштво развијати у складу са њиховим основним окружењем.
Од свог настанка крајем 18. века, романтични национализам се ослањао на постојање историјске етничке културе која испуњава романтични идеал; фолклор развијен као романтичан националистички концепт. Браћа Грим, инспирисана Хердеровим списима, саставили су идеализовану збирку прича, коју су означили као аутентично немачки. Концепт наслеђеног културног наслеђа из заједничког поријекла брзо је постао централан за питање раздвајања у оквиру романтичног национализма: конкретно, унија је нација зато што долази из истог генетског извора, то је због расе или је учешће у органском природа "народне" културе која се само-испуњава?
Романтични национализам је био кључни део филозофије Хегел (1770—1831), који је тврдио да постоји "дух времена" или zeitgeist који је насељен одређеним људима у одређено време, и то, када су ти људи постали активни детерминатор историје, једноставно је дошао њихов културни и политички тренутак. Због улоге Немаца у протестантској реформи, Хегел (Лутеран) је тврдио да је његов историјски тренутак видио да се Зеитгеист решава на немачком језику.
У континенталној Европи, романтичари су у својим почецима прихватили Француску револуцију, а затим су се борили против контрареволуције у транснационалном царском систему Наполеона. Осећај самоопредељења и националне свести, који су омогућили револуционарним снагама да победе аристократске режиме у бици, постали су пресудна тачка у борби против Првог француског царства (1804—14). У Прусkoj развој духовне обнове као средство за борбу против Наполеона расправљали су, између осталог, Јохан Готлиб Фихте (1762—1814), Кантов ученик. Реч Volkstum, или "народност", је скован у Немачкој као део отпора на француску хегемонију.
Фихте је изразио јединство језика и нације на тринаестој адреси "За немачку нацију" 1806:
 Прве, оригиналне и заиста природне границе држава су несумњиво њихове унутрашње границе. Они који говоре исти језик међусобно су повезани мноштвом невидљивих веза по природи сама, пре него што почне људска уметност; они се разумеју и имају моћ да наставе да се више и јасније схвате; они припадају заједно и по својој природи су једна и неодвојива целина. "(Кели, (1968). стр. 190.–91)
 Само кад сваки народ, који је препуштен себи, развија и формира се у складу са својим посебним квалитетом, а само када се у сваком појединцу сваки појединац развија у складу са тим заједничким квалитетом, као и у складу са својом посебном квалитетима - тада, и само тада, манифестација божанства се појављује у свом истинском огледалу као што би требало да буде ; и само човек који или у потпуности нема појам владавине закона и божанског поретка, или је уобичајен непријатељ, може да преузме одговорност на себе да жели да се умеша у тај закон, што је највиши закон у духовном свету! " (Кели, (1968). стр. 197.–98)

### Национализам и револуција
На Балкану, романтични погледи на везу са класичном Грчком, која је инспирисала филхеленизам(љубав грчке културе), инспирисала је Грчки рат за независност (1821—32), у којој је романтични песник лорд Бајрон умро од грознице. Росинијева опера Виљем Тел  (1829) обележио је почетак операције Романтична опера, користећи централни национални мит обједињавање Швајцарске; и у Бриселу, немири (август 1830) после опера која је поставила осуђену романсу на позадину страног угњетавања ( Аубер  Ла Муетте де Портици ' ') изазвао је Белгијску револуцију 1830-31, прву успешну револуцију у моделу романтичног национализма. Оперски хорови угњетавог народа инспирисали су две генерације патриота у Италији, посебно са "Ва пенсиеро" (1852). Под утицајем романтичног национализма, између економских и политичких снага, и Немачка и Италија су пронашле политичко јединство и покрете за стварање нација слично заснованих на етничким групама. То би цветало на Балкану (види, на пример, Корушко питање, 1920), дуж Балтичког мора, и у унутрашњости Централне Европе, где би у евентуалним исходима Хабсбуржани подлегли расту романтичног национализма. У Норвешкој романтизам је оличен, не у литератури, већ у покрету према националном стилу, како у архитектури тако иу у етосу. Раније је постојао снажни романтични националистички елемент помешан са просветитељством рационализма у реторици која се користи у британској Северној Америци, у декларацији независности колониста из Декларација о независности и Устава Сједињених Држава из 1787, као и реторика у таласу револта, инспирисаних новим чулима локализованих идентитета, који су 1810. године проширили америчке колоније Шпаније, један за другим, из мајске револуције Аргентина.

### Конзервативизам и револуција у 19. веку
После крајњег колапса Првог француског царства са падом Наполеона, конзервативни елементи су преузели контролу у Европи, коју је предводио аустријски племић Клеменс фон Метерних, идеали равнотежа моћи између величанствених сила Европе доминирала је континентална политика прве половине 19. вијека. Након Бечког конгреса и каснијег Конгресног система, неколико великих империја преузело је контролу над европском политиком. Међу њима су Руска империја, обновљена француска монархија, Немачка конфедерација, под доминацијом Пруске, Аустрије и Османског царства.
Конзервативне снаге су се држале док се Револуције 1848. прокрчиле широм Европе и пријетиле стари поредак. Бројни покрети настали су око различитих културних група, који су почели да развијају осећај националног идентитета. Док су у почетку све ове револуције пропале, а реакционе снаге би поново успоставиле политичку контролу, револуције означиле су почетак сталног напретка ка крају конгреса Европе под доминацијом неколико мултинационалних империја и довели до стварања модерне националне државе у Европи; процес који не би био потпун већи век и пол. Политичка ситуација у средњој и источној Европе делимично је обликована двема светским ратовима, док су многи национални идентитети у ова два региона формирали савремене нације када су [распад Совјетског Савеза и мултинационалних држава Југославије и Чехословачке довеле су до бројних нових држава које су се формирале током последње две деценије 20. века.

### Језик
Романтични национализам инспирисао је процесе у којима су фолклорни епици, преживећи легенде и чак и бајке, објављени на постојећим дијалектима, комбиновани са модерним синтаксом како би се створила "оживљена" верзија језика. Романтични националисти очекивали су патриоте да науче тај језик и подигну своју децу говорећи тај језик - Landsmål као део општег програма за успостављање јединственог идентитета. Ландсмал, који је основа једног облика норвешог језика који користи 10% становништва, углавном у западној Норвешкој, је, заједно са модерним Чешким, био први језик који прати овај програм, а придружили су му се и савремени словачки, фински и касније хебрејски као национализујући језици.  Katharevousa је конструисана као облик модерног грчког језика, који се користи на класичној грчкој морфологији и речнику у покушају да прочисти постојећи демотички грчки.
Лингвистички процеси романтичног национализма захтевали су лингвистичке моделе културе. Романтична историографија је била усредсређена на биографије и произвела је хероје културе. Модерни италијански патриоти попут Алесандра Манцониа засновани су на тосканским дијалектима које су освестили Данте и Петрарка. У Енглеској, Шекспир постао је икона (мада не савремени лингвистички модел).

### Фолк култура
Романтични национализам инспирисао је колекцију фолклора од људи као што су браћа Грим. Став да су бајке, осим ако нису загађене од спољних књижевних извора, сачуване у истој форми током хиљадама година, није било искључиво за романтичне националисте, али се добро уклапало са њиховим ставовима да су такве приче изразиле првобитну природу људи.
Браћа Грим су критиковани, јер њихово прво издање није било довољно немачко, и пратили су савет. Они су одбацили многе приче које су прикупили због њихове сличности са причама Шарла Пероа, за који су сматрали да нису стварно немачке приче; "Успавана лепотица" преживела је у својој колекцији, јер је прича о Бронхили убедила их да је фигура спавајуће принцезе аутентично немачка. Такође су променили језик који је користио, мењајући сваку "Накнаду" (вила) на чаробњак или мудру жену, сваки "принчев" до "краљевог сина", сваку "принцезу" до "краљевске ћерке". Разговарајући о овим погледима у својим трећим издањима, они су посебно издвојили Ђамбатиста Базиле  Пентамероне  као прва  национална  збирка бајки, и као заробљавање неаполитског гласа. Бенедетто Цроце, "Фантастично постизање Гиамбаттиста Басила и Његова "Прича о причама" ", Јацк Зипес, ед," Велика традиција бајке: од Страпароле и Базиле до браће Грима ".
Рад Браће Грима утицао је на друге колекционаре, који су их инспирисали да сакупљају приче и воде их на сличан начин да вјерују да су бајке неке земље нарочито репрезентативне за то, на занемаривање међукултурног утицаја. Међу онима који су утицали били су руски АлеXандар Афанашев, Норвежани Петер Кристен Асбјøрнсен и Џордан Мое и аустралијски Џозеф Јакобс ЏеX зипови Велики Традиција бајке: од Страпароле и Базиле до браће Грима ".
Многи уметници и писци такође су својим родним земљама привукли фолклор и фолклоре за свој рад да изразе свој национализам.

### Национални епици
Концепт "националног епа", опширно митологизираног легендарног рада поезије о дефинисању важности за одређену нацију, други је производ романтичног национализма. "Откривење" "Беовулф" у једном рукопису, прво транскрибовано 1818. године, подстакло је подстицај романтичног национализма, након што је рукопис оставио као занемарену радозналост у колекцијама научника два столећа. "Беовулф" је осетио да обезбеди људе који себе идентификују као англо-саксонске са њиховим несталим "националним епиком", кад се први пут осећа потреба за то: чињеница да Сам Беовулф је био Геат лако превиден. Псеудо-гелске литерарне форгерије "Озијан" нису успеле, напокон, да испуне потребу за првом романтичном генерацијом.
Прво објављивање Приче о Игоровом походу поклопило се са порастом руског националног духа након кампања Наполеонских ратова и Суворова у средњој Европи. Невидљива и нечувена  Песма о Ролану  постала је мрачна меморија, све док је антикварни Франциско Мишел преписао истрошену копију у Библиотеци Бодлеана и ставио је у штампу 1837; било је благовремено: француски интерес за националним епиком оживио је међу романтичном генерацијом. У Грчкој, "Илијада" и "Одисеја" су преузели нову хитност током Грчког рата за независност. Међу светом јеврејском заједницом, рани ционисти сматра Библију погоднијим националним епиком од Талмуда.
Многи други "народни епици", епска поезија који су сматрали да одражавају национални дух, произведени су или оживљени под утицајем романтичног национализма: посебно у Руској империји, националним мањинама које желе увјерити своје властите идентитете у лице Руссифицатион је произвело нову националну поезију - било од целог платна, или од цобљања заједно народне поезије, или васкрсењем старије наративне поезије. Примери су: Естонијски  Калевипоег , Финска  Калевала , Пољски Пан Тадеусз , Летонијски н  Лачплесис , Јерменски н  Сасунтзи Давит, Грузија и Витез у тигровој кожи и Велики Иран, Шахнаме.
Епска поезија мађарског епа Витез Јанош представља легендарну прошлост своје нације. Смрт краља Буда (1864), први део пројициране Хун трилогије, је добар пример овог жанра у мађарској књижевности. Остали делови трилогије (Илдико и Принце Цсаба) су недовршени.
Други примери епика који су били уписани откако су "национални" укључују "Попол Вух" (Индија) и "Путовање ка западу" (Кина).

## Тврдње о приматима или супериорности
Истовремено, језичка и културна националност, обојена предг генетским концептима расе, подупирала је две реторичке тврдње које су доследно повезане са романтичним национализмом до данас: тврдње о приматима и тврдњи о супериорности. Примарност је тврдња неотуђиво право културолошког и расно дефинисаног народа на географски терен,  'срце' '(живописни израз) или домовина. Полемика расистичке супериорности расизма постала је неизмерно преплетена романтичним национализмом. Ричард Вагнер је озлогласно тврдио да су они који су били етнички различити, не могу схватити уметнички и културни смисао инхерентан у националној култури. Идентификујући "јеврејство" чак иу музичком стилу, Вагнер, "Дас Јудентхум ин дер Мусик" 1850. "је конкретно напао Јевреје да нису вољни да се асимилују у немачку културу и тиме не могу да заиста схватим мистерије своје музике и језика. Понекад су "национални епици", попут Нибелунглиед имали галванизирајуће дејство на социјалну политику.

### Уметност
Главни чланак: Музички национализам и Национални романтични стил (архитектура) .
После седамдесетих година   националног романтизма  ', како се обично назива, постао је познат покрет у уметности. Романтичан музички национализам илуструје дело Бедрицх Сметана, посебно симфонијска песма " Влтава". Посебно у "Скандинавији" и словеначким деловима Европе "национални романтизам" пружио је низ одговора на потрагу за стиловима из 19. века који би били културно значајни и евокативни, а не само историчари. Када је црква изграђена изнад места у Санкт Петербургу где је убијен цар Александар II Русије, "Црква Спаса на крви”, природни стил који је користио био је тај који најбоље призива традиционалне Руске карактеристике ( илустрација, лево ). У Финској је поновно састављање националног епског "Калевала", инспирисано сликама и муралима у Националном романтичном стилу који су ту заменили међународне стилове Арт Ноувеау. Најзначајнији предлагач у Финској био је Аксели Галлен-Каллела ("илустрација, доле десно").
Било је романтичних националистичких покрета за раздвајање у Финској, Естонији, Летонији и Литванији, Краљевство Баварске одвојено од уједињене Немачке и чешки и српски национализам наставили су да муче империјалну политику. Цветање уметности које је навикло од националних епских и песми наставило се несметано. Ционистички покрет је оживио јеврејски језик и почео имиграцију у Земљу Израела и Велшки и ирски језици такође су доживели поетско оживљавање.

### Политички развој 20. века
Прве две деценије 20. века, романтичарски национализам као идеја имао је значајан утицај на политичке догађаје. Пратећи панику из 1873.  која је довела до новог таласа антисемитизма и расизма у Немачком царсту, које је уређено ауторитарним, милитаристичким конзерватизмом Ота фон Бизмарка, и паралелно са великим оживљавањем ирационалног емоционализма познатог као Fin de siècle ( огледао се и у савременој уметности симболизма), расистички völkisch  покрет израстао је из романтичног национализма током последње трећине 19. века, добијајући облик британског империјализма и "Терет белог човека”. Идеја је била да Немци "природно" владају нижим народима. Романтични национализам, који је почео као побуна против "страних" краљева и господара, добија своју првобитну идеју и добија разлог за стварање "Великог германског царства" које би владалао целом Европом.
Националистичке и империјалистичке тензије које су порасле високо међу европским народима током нерационалног, нео-романтичног периода "Фин де сиецле" на крају су се појавиле у првом свјетском рату. Након што је Немачка изгубила рат и подвргнута бурној Немачке револуције,  волкисцх  покрет се драстично радикализовао у Вајмарској Немачкој под тешким условима Версајски споразум и Адолф Хитлер даље би рекли да су "основне идеје национал-социјализма" волкисцх ", баш као и" волкисцх " идеје су национално-социјалисти ".
Ван Немачке, веровање међу европским силама било је да националне државе које се окружују јединицама језика, културе и етничке припадности су у одређеном смислу "природне". Из тог разлога председник Вудро Вилсон се залагао за стварање самоодређујућих држава након рата. Међутим, веровање у романтични национализам биће поштовани у кршењу. У преокретању мапе Европе, Југославија је створена као намерна коалициона држава међу конкурентним и често међусобно непријатељским, јужнословенским народима, а често су нацртани мандати Лиге народа, а не уједињавати етничке групе, већ их поделити. Да узмемо један пример, нација која је сада позната као Ирак намерно је спојила три османске вилајет с, уједињујући Курде на сјеверу, сунитске Арапе у центру и шиитске Арапе на југу, у настојању да представи снажну националну државу између Турске и Персије: изнад њих је постављен инострани краљ из Хашемите династије Хијаз.
Због широког спектра израза романтичног национализма, он је наведен као доприносни фактор од свега од стварања независних држава у Европи, до пораста нацистичке Немачке. Као идеја, ако не и конкретан покрет, она је присутна као претпоставка у дебатама о националности и националности и данас, а многи свјетски народи су створени из принципа извучених из романтичног национализма као њиховог легитимитета.